# Giganotosaurus
Giganotosaurus (kæmpe-sydøgle) var en af de største af de kødædende dinosaurer, kun lidt større end Tyrannosaurus rex men mindre end Spinosaurus.
Giganotosaurus levede for ca. 97 til 94 millioner år siden. Den vejede cirka 8 ton, var omkring 15 meter lang og over 3 meter høj (Giganotosaurus var længere, men lettere opbygget end en Tyrannosaurus rex).
Der blev fundet fossile rester af den første gang i Argentina i 1993.
Blanco og Mazzetta (2001) anslog, at Giganotosaurus måske var i stand til at løbe med en hastighed på op til 50 km/t.

## Populærkultur
Giganotosaurus optræder i IMAX-filmen I dinosaurernes verden: Kæmpernes land med Nigel Marven.
Den er ligeledes at finde i Jurassic World: Dominion